# 赤田城
赤田城（あかたじょう）は、新潟県刈羽郡刈羽村大字赤田地域にあった戦国時代の日本の城（山城）。上杉氏の奉行人を務め、代々「下野守」を踏襲した越後斎藤氏の居城である。刈羽村指定史跡に指定されている。

## 概要
越後斎藤氏以前は赤田氏の居城であったが、斎藤氏が赤田氏第2代の赤田源太告らを滅ぼし斎藤氏の城となった。上杉謙信死後の御館の乱で斎藤朝信は上杉景勝方に付いたことから、この城は与板城などと共に、景勝方にとっての北条城攻めなどの重要な拠点となった。
標高169メートルに有る山頂の主郭には斎藤下野守朝信城跡の碑が建てられており、その場所は一段高くなっていることから、かつては櫓が建てられていたと想定されている。主郭の北側に大堀切を挟んで赤田古城と呼ばれる一帯があり、地元では赤田氏時代の城と語られているが、縄張りや構造などから見て、赤田城と同じく戦国時代の城跡で、赤田城の北側の守備を担う郭群として一帯となって機能していたと考えられている。
城山山頂までの約2キロメートルほどが遊歩道として整備されている。

## 所在地
新潟県刈羽郡刈羽村大字赤田北方・赤田町方地先